# Lotononis digitata
Lotononis digitata är en ärtväxtart som beskrevs av William Henry Harvey. Lotononis digitata ingår i släktet Lotononis och familjen ärtväxter. Inga underarter finns listade i Catalogue of Life.